# ブルース・モーエン
ブルース・A・モーエン（Bruce A. Moen、1948年 - 2017年11月15日）は、アメリカ合衆国の死後の人間意識の研究家。
初期の段階において、非物質的な世界への好奇心からモンロー研究所において、ヘミシンクによる死後の世界の探索を行った。
その後、ヘミシンクがヘミシンク音源、音響機器、環境を必要とするメソッドのため、そうした制約がなく、誰でも、どこでも、簡単な方法で霊的な世界を探索する方法を模索し、ブルース・モーエン・メソッドを確立した。
非物質世界での経験を「死後探索」シリーズとして出版。米国では5冊が刊行され、日本語版も翻訳されている。
コロラド州デンバーで技術コンサルタントとして働いていたが、その後はフロリダ州に在住していた。2017年11月15日、逝去。